# Michael Arias
Michael Arias (né en février 1968) est un réalisateur et producteur d'anime américain. 
Il est notamment connu pour avoir réalisé Amer Béton (Tekkon Kinkreet), qui fit de lui le premier réalisateur non-japonais d'un anime majeur. Il est également le réalisateur du film Heaven's Door (ヘブンズ・ドア).

## Biographie
Bien qu'il soit né en Californie du Sud, Arias vit à Tokyo au Japon depuis qu'il a 24 ans et parle couramment japonais.
Il a fait ses débuts aux côtés de James Cameron, en participant notamment à la création des effets spéciaux sur le film Abyss. Il a également participé à la production d'Animatrix, une série de films d'animation associée au film Matrix.

## Filmographie

### Cinéma
- 1989 : Abyss (The Abyss) : Effets spéciaux
- 1989 : Les Maîtres de l'ombre (Fat Man and Little Boy) : Effets spéciaux
- 1993 : M. Butterfly : Effets spéciaux
- 1994 : Le Grand Saut (The Hudsucker Proxy) : Effets spéciaux
- 2006 : Amer Béton (Tekkon Kinkreet) : Réalisateur
- 2009 : Heaven's Door (en) : Réalisateur
- 2015 : Harmony : Réalisateur

### Télévision
- 2003 : The Animatrix : Producteur
- 2018 : Tokyo Alien Bros. : Réalisateur